# Serge Van Oppens
Serge Richard Van Oppens (ook bekend als: Ricky Evans, Serge, Jef Plezant, Serge Richard)           (Kingston upon Thames, 17 juni 1943 – Borgerhout, 6 oktober 2014) was een Belgisch zanger van Antwerpse dialectmuziek en smartlappen. Hij schreef en componeerde ongeveer 400 werken in de periode dat hij actief was, van de jaren 60 van de twintigste eeuw tot aan zijn overlijden. Hij schreef voor artiesten zoals Rita Deneve en The Pebbles en bewerkte liedjes van Will Tura.

## Jeugdjaren
Van Oppens werd geboren in het Engelse stadje Kingston upon Thames, waar zijn ouders verbleven tijdens de Tweede Wereldoorlog. Zijn vader Albert Van Oppens was directeur Overzeese gebieden voor Sabena met buitenlandse missies. In 1947 keerde Serge met zijn moeder, zuster en broer terug naar België. Zijn vader bleef om beroepsredenen in Londen en later in Zuid-Afrika en Japan. Het koppel zou in 1958 scheiden.
Serge zat op kostschool in Nijvel en leerde daar gitaar spelen.

## Carrière
Met de financiële steun van zijn vader begon hij  in de jaren '60 met zijn muzikale carrière, aanvankelijk onder het pseudoniem "Ricky Evans", daarna als "Serge". Hij zong vooral smartlappen en rock 'n roll.
Van Oppens schreef in 1965 twee van de eerste nummers van The Pebbles, een Belgische popgroep die later in de jaren zestig internationale hits scoorde,  uitgebracht op de singles Love Me Again, (met co-auteur Jean Vanhoren) en Let's Say Goodbye, (met co-auteur Benny Welton).
Onder de naam Serge bracht hij zijn eerste singles uit bij verschillende platenlabels. In 1967 scoorde Serge Van Oppens een hit met "Darling!".  In 1969 kwam zijn hit Tranen op je bleke wangen met de band Serge & Roestvrij in de BRT Top 10. Dit liedje werd in 2021 opgenomen in cd-reeks van de jubileumeditie van De Tijd van Toen.
Op voorstel van Tim Visterin, die zijn manager werd, nam hij in 1969 de artiestennaam Tony Condor aan. Hij was behoorlijk succesvol, met optredens aan zee in de zomermaanden en in Japan door bemiddeling van zijn vader. Hij nam naast Nederlandstalige, ook Engelstalige en Franstalige nummers op, waaronder Roses de Paris.
Na de breuk met Visterin in de tweede helft van de jaren '70 raakte zijn carrière in het slop. Zijn huwelijk met Bertha dat ongeveer 10 jaar geduurd had eindigde in een echtscheiding. Hij begon begin jaren '80 onder de naam Serge protestsongs en volksliedjes te zingen in het Antwerpse dialect en kende succes in dit genre. Hij gebruikte in die periode ook sporadisch de naam Jef Plezant en werkte samen met onder andere Ferre Grignard.
Zijn doorbraak kwam in de late jaren '80, toen hij een muzikaal duo vormde met Rita Snoekx. Ze brachten ze meerdere lp's uit, waaronder Da zedde gij nie zeker uit in 1987, met nummers zoals 't Statiekwartier en De Vogelmarkt, die uitgroeiden tot Antwerpse klassiekers.
Serge Van Oppens kon het overlijden van Rita Snoekx in 1994 moeilijk verwerken. Hij ging verder met het zingen van Antwerpse liedjes, maar raakte geleidelijk aan lager wal.

## Liedjesschrijver
Van Oppens schreef behalve zijn eigen liedjes, ook voor andere artiesten en groepen, zoals The Pebbles , Will Tura en Rita Deneve. Hij schreef en werkte mee aan ongeveer 400 liedjes. Voor Will Tura werkte hij mee aan nummers zoals Huisje van Montmartre, Draai 797204 en Denk Je Wel Nog Eens aan Mij.
Serge Van Oppens schreef de muziek en liedjesteksten van het toneelstuk "Hoerenleed" van auteur Jan Christiaens. Dit toneelstuk kende sinds de eerste opvoering in 1994 in het Multatuli-theater in Antwerpen ongeveer 1700 opvoeringen verspreid over gans Vlaanderen.

## Privé
Rita Snoekx, zijn muzikale partner, overleed op 18 augustus 1998 aan een hersenbloeding. Hun dochter was toen 7 jaar.

## Overlijden
Serge Van Oppens overleed op 6 oktober 2014 aan de gevolgen van keelkanker.

## Discografie (selectie)
- 1967: Serge: Darling/ Door het leven gaan (single)
- 1967: Serge: Santa Madona/Het oude waterwiel (single)
- 1969: Serge: Kom dicht bij mij/Uit en gedaan (single)
- 1968: Serge: Als Ik groot ben lieve moeder / Mosterd, pikkles, peper, zout (single)
- 1968: Terrific Rolling Co: I wanna Rolls/ Peppermint Lady (single)
- 1969: Serge & Roestvrij: La muchacha/ Te mooi om waar te zijn (single)
- 1969: Serge & Roestvrij: Tranen op je bleke wangen/Het plaatje voor verliefden (single)
- 1970: Serge: Vlei je dicht tegen mij/Eenzaam meisje (single)
- 1973: Tony Condor: Helena/Rosita (single)
- 1974: Tony Condor: Vakantiemeisje/ Kon het toch maar zoals vroeger zijn (single)
- 1979: Tony Condor: Den ouwe zeeman/ / Matrozen zijn gelijk (single)
- 1979: Tony Condor: All right again / Afraid of loosing you (single)
- 1980: Jef Plezant: De horendragers (lp)
- ?        Jef Plezant: Madam Balkon/Here we go (single)
- 1982: Serge: Da zedde gij nie zeker/Depressief (single)
- 1984: Serge Richard: Answer we don't know (single)
- 1985: Serge: De Ferre/Herinnering (single)
- 1987: Serge en Rita: Da zedde gij nie zeker (lp)
- 1988: Serge Richard: Albert de globetrotter Als ik terugkeer in dit... (single)
- 1988: Serge en Rita: I wanna love you/As a lover, as a friend (single)
- 1988: Serge en Rita: Town/Tender love (single)
- 1988: Serge en Rita: Met 't velooke / De Ronde van Antwaarpe (single)
- 1990: Serge en Rita: Straat van Magelaan (lp)
- 1994: Serge en Rita: Antwerpen in chansons (lp)
- ?        Serge Richard: Dans le courant de ma rivière
- 1999: Serge en Rita: De beste liedjes van Serge en Rita (lp)
- 2015: Tony Condor: Roses de Paris (lp)
- 2015: Tony Condor: Alright (lp)
- 2018: Various artists: Ode aan Serge en Rita (lp)